# Vellozia pusilla
Vellozia pusilla là một loài thực vật có hoa trong họ Velloziaceae. Loài này được Pohl miêu tả khoa học đầu tiên năm 1828.